# Pelé FC
Der Pelé Football Club ist ein Fußballverein aus Guyana mit Sitz in der Hauptstadt Georgetown. Der Verein wurde 1971 gegründet und nach der brasilianischen Fußballlegende Pelé benannt. Derzeit spielt der Verein in der zweiten Liga des Landes.

## Geschichte
Am Tag des Rücktritts der brasilianischen Fußballlegende Pelé aus der brasilianischen Nationalmannschaft, dem 18. Juli 1971,  gründete der ehemalige guyanische Fußballspieler Lennox Arthur in Georgetown den Pelé FC.
Die größten Erfolge des Vereins waren der Gewinn des guyanischen Pokals in den Spielzeiten 2004/05, 2006/07 und 2008/09 sowie der zweite Platz in der Liga in den Saisons 1995/96, 2012/13 und 2015/16. In der Saison 2016/17 verweigerte der Pelé FC gemeinsam mit Alpha United, dem Georgetown FC und dem Slingerz FC aus Protest gegen die Aufnahme zweier neuer Teams die Teilnahme an der ersten Liga. Aktuell spielt der Verein zweitklassig, in den regionalen Ligen der Hauptstadt Georgetown.
In Vanuatu gibt es ebenfalls den Péle FC und in Russland den FC Péle Moskau.

## Erfolge

### Liga
- GFF Elite Super League:
  - Zweiter (3): 1995/96, 2012/13, 2015/16

### Pokale
- Guyana Mayors Cup:[6]
  - Gewinner (3): 2004/05 2006/07, 2008/09
  - Finalist (1): 2002/03

## International
| Saison | Turnier                | Runde    | Gegner               | Hin     | Rück    | Gesamt |
| ------ | ---------------------- | -------- | -------------------- | ------- | ------- | ------ |
| 1977   | CONCACAF Champions Cup | 1. Runde | SV Voorwaarts        | 2:0 (H) | 1:4 (A) | 3:4    |
| 1978   | CONCACAF Champions Cup | 1. Runde | SV Racing Club Aruba | 3:1 (H) | 2:1 (A) | 5:2    |
| 1978   | CONCACAF Champions Cup | 2. Runde | SV Voorwaarts        | 1:5 (A) | 1:0 (H) | 2:5    |